# Pteridocalyx appunii
Pteridocalyx appunii är en måreväxtart som beskrevs av Herbert Fuller Wernham. Pteridocalyx appunii ingår i släktet Pteridocalyx och familjen måreväxter.
Artens utbredningsområde är Guyana. Inga underarter finns listade i Catalogue of Life.